# Polnische Arbeiter-Feldhandballnationalmannschaft
Die polnische Arbeiter-Feldhandballnationalmannschaft vertrat die Arbeiter bei Länderspielen und internationalen Turnieren.

## Arbeiterolympiade
Die polnische Handballnationalmannschaft nahm nur einer Arbeiterolympiade teil und gewann dabei die Bronzemedaille.
| Jahr | Austragungsort                     | Teilnahme bis…  | Ergebnis        | Medaille        | Bemerkung                            |
| ---- | ---------------------------------- | --------------- | --------------- | --------------- | ------------------------------------ |
| 1925 | Frankfurt am Main, Deutsches Reich | keine Teilnahme | keine Teilnahme | keine Teilnahme |                                      |
| 1931 | Wien, Österreich                   | Gruppenspiele   | Polen 2. Punkte | Bronzemedaille  | Mit der Schweizer Mannschaft geteilt |
| 1937 | Antwerpen, Belgien                 | keine Teilnahme | keine Teilnahme | keine Teilnahme |                                      |